# Ann-Charlotte Hammar Johnsson
Ann-Charlotte Hammar Johnsson, född 6 januari 1966 i Bjuvs församling, Malmöhus län, är en svensk politiker (moderat). Hon är riksdagsledamot sedan 2006 (statsrådsersättare 2006–2010, därefter ordinarie ledamot), invald för Skåne läns västra valkrets. Hon är ledamot i Moderatkvinnornas förbundsstyrelse sedan hösten 2007.

## Riksdagsledamot
Hammar Johnsson kandiderade i riksdagsvalet 2006 och blev ersättare. Hon tjänstgjorde som statsrådsersättare för Cristina Husmark Pehrsson från och med 9 november 2006 till mandatperiodens slut. Hammar Johnsson är ordinarie riksdagsledamot sedan valet 2010.
I riksdagen är hon ledamot i näringsutskottet sedan 2013. Dessförinnan var hon ledamot i finansutskottet 2010–2013. Hammar Johnsson är eller har varit suppleant i bland annat finansutskottet, försvarsutskottet, konstitutionsutskottet, miljö- och jordbruksutskottet och utbildningsutskottet.